# Lincoln Rhyme: Der Knochenjäger
Lincoln Rhyme: Der Knochenjäger (Originaltitel: Lincoln Rhyme: Hunt for the Bone Collector) ist eine US-amerikanische Krimiserie, die auf dem Roman Die Assistentin (1997) aus der Lincoln-Rhyme-Reihe von Jeffery Deaver basiert. Sie wurde erstmals am 10. Januar 2020 vom Sender NBC ausgestrahlt. Die Serie wurde im Juni 2020 nach nur einer Staffel abgesetzt.

## Inhalt
Der querschnittsgelähmte Forensiker und Kriminologe Lincoln Rhyme und die junge NYPD-Polizistin Amelia Sachs haben sich zusammengeschlossen, um den legendären Serienmörder Der Knochenjäger zu finden und verhaften. Dabei werden sie von Rhymes ehemaligem Partner Detective Rick Sellitto unterstützt. Ferner lösen sie gemeinsam weitere Fälle des NYPD.

## Besetzung und Synchronisation
Die deutsche Synchronisation entsteht unter der Dialogregie von Matthias Lange durch die Synchronfirma Scalamedia GmbH in Berlin.
| Rolle                           | Schauspieler      | Episoden | Synchronsprecher          |
| ------------------------------- | ----------------- | -------- | ------------------------- |
| Lincoln Rhyme                   | Russell Hornsby   | 1–10     | Matti Klemm               |
| Amelia Sachs                    | Arielle Kebbel    | 1–10     | Jacqueline Belle          |
| Claire                          | Roslyn Ruff       | 1–10     | Antje von der Ahe         |
| Eric Castillo                   | Ramses Jimenez    | 1–10     | Karim El Kammouchi        |
| Kate                            | Brooke Lyons      | 1–10     | Nicole Hannak             |
| Felix                           | Tate Ellington    | 1–10     | Nico Mamone               |
| Peter Taylor „Der Knochenjäger“ | Brían F. O’Byrne  | 1–10     | Peter Flechtner           |
| Rick Sellitto                   | Michael Imperioli | 1–10     | Sebastian Christoph Jacob |
| Danielle                        | Claire Coffee     | 1–9      | Mareile Moeller           |

## Produktion und Ausstrahlung
Während am 17. Januar 2019 die Produktion einer Pilotfolge mit dem Arbeitstitel Lincoln angekündigt wurde, wurde am 11. Mai 2019 die Serienbestellung bekannt. Die TV-Erstausstrahlung fand in den Vereinigten Staaten erstmals am 10. Januar 2020 beim Sender NBC statt. Jedoch wurde die erste Folge bereits am 1. Januar 2020 auf der Senderwebsite nbc.com, in der NBC-App sowie beim Streaminganbieter Hulu veröffentlicht.
Die deutschsprachige Erstausstrahlung sollte ab dem 31. März 2020 auf dem deutschen Pay-TV-Sender Sat.1 emotions stattfinden. Die deutschsprachige Free-TV-Erstausstrahlung sollte zwei Tage später am 2. April 2020 auf dem deutschen Sender Sat.1 starten. Beide Sender wollten zum Auftakt eine Doppelfolge zeigen. Jedoch wurde am 24. März 2020 bekannt, dass Verzögerungen bei den deutschen Synchronarbeiten wegen der COVID-19-Pandemie entstanden sind und daher der Serienstart verschoben wurde. Als neue Termine wurden für die Auftakt-Doppelfolgen der 26. Mai 2020 (Sat.1 emotions) und der 28. Mai 2020 (Sat.1) bekannt gegeben. Ebenfalls seit 26. Mai 2020 ist die Serie bei Amazon Prime Video kostenpflichtig verfügbar. Bereits seit dem 21. Mai 2020 erfolgt die deutschsprachige Erstveröffentlichung beim kostenpflichtigen Subscription-Video-on-Demand-Angebot Joyn Plus+.

## Episodenliste
| Nr. | Deutscher Titel               | Originaltitel        | Erstausstrahlung (USA) | Deutschsprachige Erstveröffentlichung (D) | Regie          | Drehbuch                 |
| --- | ----------------------------- | -------------------- | ---------------------- | ----------------------------------------- | -------------- | ------------------------ |
| 1   | Wiederauferstehung            | Pilot                | 10. Jan. 2020          | 28. Mai 2020                              | Seth Gordon    | VJ Boyd, Mark Bianculli  |
| 2   | Der Zorn der Götter           | God Complex          | 17. Jan. 2020          | 28. Mai 2020                              | Melanie Mayron | Jon Cowan, Barry O’Brien |
| 3   | Russisch Roulette             | Russian Roulette     | 31. Jan. 2020          | 4. Juni 2020                              | Jono Oliver    | Moira Kirland            |
| 4   | Friedhof der Freiwilligen     | What Lies Beneath    | 7. Feb. 2020           | 11. Juni 2020                             | Ruba Nadda     | Jeff Richard             |
| 5   | Das Spiel beginnt             | Game On              | 14. Feb. 2020          | 18. Juni 2020                             | Gary Fleder    | Lauren Greer             |
| 6   | Bis dass der Tod uns scheidet | Til Death Do Us Part | 21. Feb. 2020          | 25. Juni 2020                             | Lisa Demaine   | Amy Lambert              |
| 7   | Requiem                       | Requiem              | 28. Feb. 2020          | 2. Juli 2020                              | Brad Anderson  | VJ Boyd                  |
| 8   | Ursünde                       | Original Sin         | 6. März 2020           | 9. Juli 2020                              | Jon Amiel      | John-Paul Nickel         |
| 9   | Mit offenem Visier            | Open Warfare         | 13. März 2020          | 16. Juli 2020                             | Steve Shill    | Justin Boyd, Jamey Perry |
| 10  | Auge in Auge                  | Mano a Mano          | 13. März 2020          | 23. Juli 2020                             | Gary Fleder    | Jon Cowan, Lauren Greer  |